# Formentera (album)
Formentera è l'ottavo album in studio del gruppo musicale canadese Metric, pubblicato nel 2022.

## Tracce
1. Doomscroller – 10:28
2. All Comes Crashing – 4:23
3. What Feels Like Eternity – 3:37
4. Formentera – 6:17
5. Enemies of the Ocean – 5:13
6. I Will Never Settle – 5:00
7. False Dichotomy – 3:39
8. Oh Please – 4:12
9. Paths in the Sky – 4:50

## Classifiche
| Classifica (2022) | Posizione raggiunta |
| ----------------- | ------------------- |
| Canada            | 38                  |